# Vota la voce
Vota la voce è stato un concorso e festival musicale a cadenza annuale, ideato da Gigi Vesigna nel 1973 e prodotto per ventisette edizioni, fino al 2000, con esclusione del 1999, nel quale comunque furono assegnati i premi.

## Votazione
Si trattava di una specie di referendum popolare degli anni settanta, anni ottanta e anni novanta, indetto annualmente dal settimanale TV Sorrisi e Canzoni, della quale Vesigna era direttore. Inviando apposite cartoline pubblicate dalla rivista, i lettori decretavano i cantanti vincitori delle rispettive categorie, a ciascuno dei quali veniva assegnato un Telegatto come trofeo. Fra le schede di votazione pervenute ne venivano estratte a sorte alcune, e i mittenti si aggiudicavano premi quali macchine fotografiche, cineprese, registratori, radio portatili, dischi: i premi finali erano una moto Gilera di 125 cm³ di cilindrata ed un'auto Alfa Romeo modello Alfasud. A partire dalla metà degli anni ottanta, la cerimonia che prevedeva la consegna dei premi andava in onda sulle reti Mediaset. Cantanti con più vittorie sono stati Claudio Baglioni e Vasco Rossi tra gli uomini con 5 vittorie, Loredana Bertè tra le donne con 5 vittorie, i Pooh nei gruppi con 11 vittorie e per gli artisti stranieri Miguel Bosè con 3 vittorie.

## Vincitori delle edizioni
1973
- Miglior cantante maschile: Massimo Ranieri
- Miglior cantante femminile: Mina
- Miglior gruppo: Camaleonti
- Miglior rivelazione: Gilda Giuliani
- Miglior cantante straniero: Elton John

1974
- Miglior cantante maschile: Drupi
- Miglior cantante femminile: Marcella Bella
- Miglior gruppo: Pooh
- Miglior rivelazione: Umberto Balsamo
- Miglior cantante straniero: Demis Roussos
- Premio speciale: Raoul Casadei

1975
- Miglior cantante maschile: Claudio Baglioni
- Miglior cantante femminile: Mia Martini
- Miglior gruppo: Pooh
- Miglior rivelazione: Sandro Giacobbe
- Miglior cantante straniero: Barry White

1976
- Miglior cantante maschile: Sandro Giacobbe
- Miglior cantante femminile: Marcella Bella
- Miglior gruppo: Daniel Sentacruz Ensemble
- Miglior rivelazione: Franco Simone - Daniela Davoli
- Miglior cantante straniero: Chocolat's
- Migliore coppia: Al Bano e Romina Power
- Miglior cantante strumentale: Il Guardiano del Faro

1977
- Miglior cantante maschile: Umberto Tozzi
- Miglior cantante femminile: Loredana Bertè
- Miglior gruppo: Il Giardino dei Semplici/Matia Bazar
- Miglior rivelazione: Stefano Rosso
- Miglior cantante straniero: Amanda Lear

1978
- Miglior cantante maschile: Umberto Tozzi
- Miglior cantante femminile: Patty Pravo
- Miglior gruppo: Alunni del Sole
- Miglior rivelazione: Walter Foini e Anna Oxa
- Miglior rivelazione straniera: Kate Bush e Amanda Lear
- Miglior cantante straniero: Bee Gees

1979
- Miglior cantante maschile: Alan Sorrenti
- Miglior cantante femminile: Loredana Bertè
- Miglior gruppo: Pooh
- Miglior rivelazione: Donatella Rettore - Alberto Fortis
- Miglior cantante straniero: Miguel Bosé

1980
- Miglior cantante maschile: Alan Sorrenti
- Miglior cantante femminile: Donatella Rettore
- Miglior gruppo: Pooh
- Miglior rivelazione: Gianni Togni
- Miglior cantante straniero: Rockets

1981
- Miglior cantante maschile: Claudio Baglioni
- Miglior cantante femminile: Alice
- Miglior gruppo: Pooh
- Miglior rivelazione: Ivan Cattaneo - Eduardo De Crescenzo
- Miglior cantante straniero: Nikka Costa - Lio

1982
- Miglior cantante maschile: Claudio Baglioni
- Miglior cantante femminile: Loredana Bertè
- Miglior gruppo: Pooh - Premiata Forneria Marconi
- Miglior rivelazione: Giuni Russo - Giuseppe Cionfoli - Marco Ferradini
- Miglior cantante straniero: Miguel Bosé

1983
- Miglior cantante maschile: Lucio Dalla
- Miglior cantante femminile: Nada
- Miglior gruppo: Matia Bazar
- Miglior rivelazione: Scialpi - Gruppo Italiano - Righeira
- Miglior cantante straniero: Miguel Bosé
- Premio speciale: Peter Gabriel

1984
- Miglior cantante maschile: Vasco Rossi
- Miglior cantante femminile: Gianna Nannini
- Miglior gruppo: Ricchi e Poveri
- Miglior rivelazione: Raf
- Premio speciale: Righeira
- Miglior cantante straniero: Matt Bianco - Paul Young

1985
- Miglior cantante maschile: Claudio Baglioni
- Miglior cantante femminile: Loredana Bertè
- Miglior gruppo: Pooh
- Miglior rivelazione: Sandy Marton - Luis Miguel
- Miglior cantante straniero: Duran Duran
- Premio speciale: Righeira

1986
- Miglior cantante maschile: Eros Ramazzotti
- Miglior cantante femminile: Loredana Bertè
- Miglior gruppo: Pooh
- Miglior rivelazione: Mango - Ivana Spagna - Lena Biolcati
- Miglior cantante straniero: Tracy Spencer e Rod Stewart
- Premio speciale: Paul McCartney

1987
- Miglior cantante maschile: Vasco Rossi
- Miglior cantante femminile: Spagna
- Miglior gruppo: Matia Bazar
- Miglior rivelazione: Luca Barbarossa
- Miglior cantante straniero: Madonna
- Premio speciale: Mick Jagger - Stevie Wonder

1988
- Miglior cantante maschile: Eros Ramazzotti
- Miglior cantante femminile: Gianna Nannini
- Miglior gruppo: Steve Rogers Band
- Miglior rivelazione: Luca Carboni - Jovanotti
- Miglior cantante straniero: Nick Kamen
- Premio tournée: Lucio Dalla e Gianni Morandi
- Miglior album: Jovanotti

1989
- Miglior cantante maschile: Zucchero Fornaciari
- Miglior cantante femminile: Anna Oxa
- Miglior gruppo: Pooh
- Miglior rivelazione: Mietta - Ladri di Biciclette
- Premio speciale: Tina Turner
- Miglior album: Jovanotti

1990
- Miglior cantante maschile: Eros Ramazzotti
- Miglior cantante femminile: Mietta
- Miglior gruppo: Pooh
- Miglior rivelazione: Marco Masini
- Miglior cantante straniero: Bob Geldof
- Premio speciale: Amedeo Minghi e Mietta

1991
- Miglior cantante maschile: Marco Masini
- Miglior cantante femminile: Mietta
- Miglior rivelazione: Paolo Vallesi
- Premio speciale: Claudio Baglioni - Pooh
- Premio tournée: Vasco Rossi
- Miglior album: Gino Paoli

1992
- Miglior cantante maschile: Luca Carboni
- Miglior cantante femminile: Fiorella Mannoia
- Miglior gruppo: Tazenda
- Miglior rivelazione: 883 - Alessandro Canino
- Premio tournée: Claudio Baglioni
- Miglior album: 883

1993
- Miglior cantante maschile: Eros Ramazzotti
- Miglior cantante femminile: Gianna Nannini
- Miglior gruppo: 883
- Miglior rivelazione: Laura Pausini
- Premio speciale: Pino Daniele
- Premio tournée: Vasco Rossi
- Miglior album: 883

1994
- Miglior cantante maschile: Jovanotti
- Miglior cantante femminile: Laura Pausini
- Miglior gruppo: Audio 2
- Miglior rivelazione: Irene Grandi
- Premio speciale: Laura Pausini
- Miglior cantante straniero: Gipsy Kings
- Premio tournée: Pino Daniele - Jovanotti - Eros Ramazzotti
- Miglior album: Jovanotti

1995
- Miglior cantante maschile: Vasco Rossi
- Miglior cantante femminile: Giorgia
- Miglior gruppo: Neri per Caso
- Miglior rivelazione: Gianluca Grignani
- Premio speciale: 883
- Miglior album: Raf
- Premio tournée: Pooh

1996
- Miglior cantante maschile: Ligabue
- Miglior cantante femminile: Spagna
- Miglior gruppo: Articolo 31
- Miglior rivelazione: Marina Rei - Massimo Di Cataldo - Elio e le Storie Tese
- Premio speciale: Articolo 31
- Premio tournée: 883
- Miglior album: Ligabue

1997
- Miglior cantante maschile: Claudio Baglioni
- Miglior cantante femminile: Patty Pravo
- Miglior gruppo: Pooh
- Miglior rivelazione: Carmen Consoli - Syria
- Premio speciale: Ligabue
- Premio tournée: Ligabue - Zucchero Fornaciari
- Miglior album: 883

1998
- Miglior cantante maschile: Vasco Rossi
- Miglior cantante femminile: Spagna
- Miglior gruppo: Articolo 31
- Premio tournée: 883
- Miglior album: 883

1999
- Miglior cantante maschile: Vasco Rossi
- Miglior cantante femminile: Laura Pausini
- Miglior gruppo: 883
- Miglior rivelazione: Eiffel 65
- Premio tournée: Jovanotti - Piero Pelù
- Miglior album: Ligabue

2000
- Miglior cantante maschile: Ligabue
- Miglior cantante femminile: Irene Grandi
- Miglior gruppo: Matia Bazar
- Miglior rivelazione: Gigi D'Alessio - Lùnapop
- Premio tournée: 883
- Miglior album: Lùnapop
- Premio speciale: Claudio Baglioni[2][3]

## Conduttori
- 1973:
- 1974:
- 1975: Daniele Piombi
- 1976:
- 1977:
- 1978: Pippo Baudo
- 1979: Pippo Baudo
- 1980: Pippo Baudo e Claudio Cecchetto
- 1981: Claudio Cecchetto
- 1982: Pippo Baudo e Claudio Cecchetto
- 1983: Claudio Cecchetto e Ramona Dell'Abate
- 1984: Claudio Cecchetto e Isabella Ferrari
- 1985: Claudio Cecchetto e Gabriella Golia
- 1986: Claudio Cecchetto e Roberta Capua
- 1987: Red Ronnie e Milly Carlucci
- 1988: Red Ronnie e Milly Carlucci
- 1989: Red Ronnie e Lorella Cuccarini
- 1990: Red Ronnie e Maria Teresa Ruta
- 1991: Red Ronnie e Ombretta Colli
- 1992: Red Ronnie e Enrica Bonaccorti
- 1993: Red Ronnie e Alba Parietti
- 1994: Red Ronnie e Alba Parietti con la partecipazione straordinaria di Mara Venier
- 1995: Red Ronnie e Alba Parietti con la partecipazione straordinaria di Lorella Cuccarini
- 1996: Red Ronnie e Alba Parietti
- 1997: Red Ronnie e Martina Colombari
- 1998: Red Ronnie e Maria Grazia Cucinotta con la partecipazione straordinaria di Pippo Baudo
- 1999: la serata non viene realizzata ma i premi vengono comunque assegnati
- 2000: Marco Columbro e Lorella Cuccarini